# Konyšëvskij rajon
Il Konyšëvskij rajon (in russo Конышёвский район?) è un rajon dell'Oblast' di Kursk, nella Russia europea; il capoluogo è Konyšëvka. Istituito nel 1929, ricopre una superficie di 1.135 chilometri quadrati e consta di una popolazione di circa 12.000 abitanti.